# Tom Rosenthal
Tom Rosenthal (Londres, 26 de agosto de 1986) es un artista audiovisual, compositor y cantautor británico. También ha compuesto bandas sonoras de algunos cortometrajes y anuncios publicitarios.
Algunos de sus vídeos musicales como "A Thousand Years", "As Luck Would Have It", "I Like it When You're Gone", y "Lead Me To You" han sido considerados en la plataforma Vimeo como Vimeo Staff Picks. El tema "Watermelon" fue incluido en la lista de música Top 30 de vídeos musicales de 2014 del diario The Huffington Post.

## Discografía

### Álbumes
| Título                              | Detalles |
| ----------------------------------- | --- |
| Keep a Private Room Behind the Shop | - Lanzamiento: 10 de octubre de 2011 - Discográfica: Tinpot Records - Formatos: CD, descarga digital              |
| Who's That in The Fog?              | - Lanzamiento: 25 de octubre de 2013 - Discográfica: Tinpot Records - Formatos: CD, descarga digital y vinilo 12" |
| Bolu                                | - Lanzamiento: 10 de abril de 2015 - Discográfica: Tinpot Records - Formatos: CD, descarga digital y vinilo 12"   |

### Versiones extendidas
| Título                     | Detalles                                                                                          |
| -------------------------- | ------------------------------------------------------------------------------------------------- |
| The Pleasant Trees         | - Lanzamiento: 14 de marzo de 2014 - Discográfica: Tinpot Records - Formato: Descarga digital     |
| The Pleasant Trees, Vol. 2 | - Lanzamiento: 25 de diciembre de 2015 - Discográfica: Tinpot Records - Formato: Descarga digital |
| The Pleasant Trees, Vol. 3 | - Lanzamiento: 13 de mayo de 2016 - Discográfica: Tinpot Records - Formato: Descarga digital      |

### Álbumes recopilatorios
| Título                             | Detalles |
| ---------------------------------- | --- |
| B-Sides                            | - Lanzamiento: 29 de abril de 2013 - Discográfica: Tinpot Records - Formato: Descarga digital                 |
| The Pleasant Trees (Vol. 1, 2 y 3) | - Lanzamiento: 13 de mayo de 2016 - Discográfica: Tinpot Records - Formato: CD, descarga digital y vinilo 12" |

### Singles
| Año  | Título                   |
| ---- | ------------------------ |
| 2011 | "Superfresh"             |
| 2012 | "Christmas Quiet"        |
| 2014 | "Hey Luis Don't Bite Me" |